# French Cowboy and the One
French Cowboy and the One, anciennement French Cowboy, est un groupe de rock français, originaire de Nantes, en Loire-Atlantique. Son dernier album, AF, sort en 2019.

## Biographie
Le groupe est formé en 2006 à Nantes, en Loire-Atlantique. Il se compose d'anciens membres du groupe The Little Rabbits : Federico Pellegrini au chant et à la guitare, Stéphane Louvain à la guitare, de Gaëtan Chataignier à la basse, et Éric Pifeteau à la batterie. Ce projet a quelques chansons en commun avec Dillinger Girl and Baby Face Nelson, album de Federico Pellegrini et Helena Noguerra (2006).
Pour la sortie de son premier album, le groupe monte de toutes pièces son propre label, Havalina Records. Le deuxième album, French Cowboy and Lisa Li-lund Share Horses est enregistré à La Coopérative de Mai en février 2008. Le troisième album, (Isn't My Bedroom) a Masterpiece sort en 2010,, précédé, fin 2009, d'un CD 6 titres intitulé (Isn't My Bedroom). Les titres de cet album sont enregistrés avec la contribution de quatre choristes, bientôt nommées The Spektorettes. Elles accompagnent parfois French Cowboy sur scène. Sous le nom de La Secte humaine, une partie du groupe officie comme backing band du chanteur Philippe Katerine (pour la tournée Robots après tout) et des Vedettes. La Secte humaine accompagne également Jeanne Cherhal. Le groupe participe également à la bande originale du film Panique au village en 2009.
En 2012, French Cowboy signe la plus grande partie de la bande originale du film Tu seras un homme de Benoît Cohen. Cette bande originale est composée de morceaux préexistants et de titres écrits spécialement par Federico Pellegrini. En 2013, Federico Pellegrini et Éric Pifeteau lancent une version duo du groupe, d'abord baptisée Lonesome French Cowboy and the One, puis, plus simplement, French Cowboy and the One. Cette formation sort un 45 tours en août 2012, et un album en avril 2013, ce dernier étant enregistré à Tucson, au Texas, États-Unis, dans le studio de Jim Waters.
En 2019, ils sortent un nouvel album, intitulé AF,. Concernant le titre de l'album, ils expliquent que « c'est une private joke » : « Quand on va à Tucson (où le groupe enregistre, ndlr), on revient avec quelques expressions qu'on ne connait pas. Et là c'était AF, As Fuck, ça veut dire autant qu'on veut, à volonté en fait. On s'est dit que c'était un acronyme assez intriguant, parfois les gens croient que ça veut dire Air France... » Le 18 juin 2021, ils jouent un concert aux côtés du groupe Daisy Mortem.

## Discographie

### Albums studio
- 2007 : Baby Face Nelson Was a French Cowboy (Havalina Records, 22 octobre 2007)
- 2008 : French Cowboy and Lisa Li-lund Share Horses (Havalina Records, 23 juin 2008)
- 2010 : (Isn't My Bedroom) a Masterpiece (Havalina Records, 22 février 2010)
- 2013 : French Cowboy and the One (Havalina Records, 29 avril 2013)
- 2019 : AF

### EP
- 2009 : (Isn't My Bedroom) (Havalina Records, 23 novembre 2009)
- 2012 : Music for the Mall (45 tours, 22 août 2012)